# Automolis alticola
Automolis alticola är en fjärilsart som beskrevs av Aurivillius 1925. Automolis alticola ingår i släktet Automolis och familjen björnspinnare. Inga underarter finns listade i Catalogue of Life.